# Девід Кроненберг
Де́від Пол Кро́ненберг (англ. David Paul Cronenberg; нар. 15 березня 1943, Торонто) — канадський кінорежисер і актор, відомий передовсім завдяки роботам у жанрі жахів. 2002 року був удостоєний звання офіцера Ордену Канади, а 2009 року отримав Орден Почесного легіону.

## Біографія
Девід Кроненберг народився в родині литовських євреїв у Торонто. Його батько був журналістом, а мати — піаністкою. Здобув науковий ступінь з літератури в Торонтському університеті.
Кар'єра Кроненберга в кіно почалася у 1966 році з двох фільмів-скетчів і двох короткометражок. Далі в 1970-х його роботу фінансував канадський уряд. З перших фільмів режисер у своїх роботах виявляв інтерес до теми хворобливої модифікації людського тіла, яка згодом отримала назву body horror, а також до теми автомобільних і мотоциклетних гонок. Першим фільмом Кроненберга, який пробився в міжнародний прокат, був «Скажена» (1977).
Окрім фільмів «Муха» (1986) і «Мертва зона» (1983), режисер не працював у Голлівуді і не знімав високобюджетних мейнстрімових фільмів. Хоча Кроненберг неодноразово номінувався на найвищі нагороди престижних кінофестивалів, жодної з них він так і не отримав.
Майже в усіх своїх фільмах Кроненберг співпрацював з композитором Говардом Шором. З 1988 року він працював у всіх фільмах з оператором Петером Сущицьким. Іншими постійними партнерами Девіда Кроненберга є актор Роберт Сільверман, постановник Кароль Спір, звукорежисер Браян Дей, монтажист Рональд Сандерс і художник по костюмах його сестра Деніз Кроненберг.
До початку 2000-х років Кроненберг спеціалізувався на жанрі «боді-хоррор» (буквально, «жах тіла», джерело жаху — незрозумілі мутації людського тіла). Багато з його картин порушують проблему того, що прийнято вважати нормальним, а що — ненормальністю, хиткість межі між цими поняттями.
Після фантастичного трилера «Екзистенція» (1999, «Срібний ведмідь» Берлінського фестивалю), що вийшов на екрани за кілька місяців до «Матриці» і порушив таку ж філософську проблематику, увага режисера стала зміщатися від ненормальностей тілесних до ненормальностей громадських.  
У фільмах 2000-х років, які мали високі оцінки критиків, Кроненберг в нуарових фарбах малює безпросвітно похмурий світ, де панує в людській природі насильство. 

## Фільмографія

### Режисер, сценарист, продюсер
| Рік  | Українська назва       | Оригінальна назва     | Як      | Як        | Як       |
| Рік  | Українська назва       | Оригінальна назва     | Режисер | Сценарист | Продюсер |
| ---- | ---------------------- | --------------------- | ------- | --------- | -------- |
| 1969 | Стерео                 | Stereo                | Так     | Так       | Так      |
| 1970 | Злочини майбутнього    | Crimes of the Future  | Так     | Так       | Так      |
| 1975 | Судоми                 | Shivers               | Так     | Так       | Ні       |
| 1977 | Скажена                | Rabid                 | Так     | Так       | Ні       |
| 1979 | Безпутна компанія      | Fast Company          | Так     | Так       | Ні       |
| 1979 | Виводок                | The Brood             | Так     | Так       | Ні       |
| 1981 | Сканнери               | Scanners              | Так     | Так       | Ні       |
| 1983 | Відеодром              | Videodrome            | Так     | Так       | Ні       |
| 1983 | Мертва зона            | The Dead Zone         | Так     | Ні        | Ні       |
| 1986 | Муха                   | The Fly               | Так     | Так       | Ні       |
| 1988 | Зв'язані до смерті     | Dead Ringers          | Так     | Так       | Так      |
| 1991 | Голий ланч             | Naked Lunch           | Так     | Так       | Ні       |
| 1993 | М. Баттерфляй          | M. Butterfly          | Так     | Ні        | Ні       |
| 1996 | Автокатастрофа         | Crash                 | Так     | Так       | Так      |
| 1999 | Екзистенція            | Existenz              | Так     | Так       | Так      |
| 2002 | Павук                  | Spider                | Так     | Ні        | Так      |
| 2005 | Виправдана жорстокість | A History of Violence | Так     | Ні        | Ні       |
| 2007 | Східні обіцянки        | Eastern Promises      | Так     | Ні        | Ні       |
| 2011 | Небезпечний метод      | A Dangerous Method    | Так     | Ні        | Ні       |
| 2012 | Космополіс             | Cosmopolis            | Так     | Так       | Так      |
| 2014 | Зоряна карта           | Maps to the Stars     | Так     | Ні        | Ні       |
| 2022 | Злочини майбутнього    | Crimes of the Future  | Так     | Так       | Ні       |
| 2024 | Саван                  | The Shrouds           | Так     | Так       | Ні       |

### Акторські роботи
| Рік       |   | Українська назва        | Оригінальна назва         | Роль                             |
| --------- | - | ----------------------- | ------------------------- | -------------------------------- |
| 1983      | ф | Відеодром               | Videodrome                | Макс Ренн у шоломі               |
| 1985      | ф | Уночі                   | Into the Night            | керівник групи                   |
| 1986      | ф | Муха                    | The Fly                   | гінеколог                        |
| 1988      | ф | Зв'язані до смерті      | Dead Ringers              | акушер                           |
| 1990      | ф | Нічний народ            | Nightbreed                | доктор Філіп К. Декер            |
| 1994      | ф | Суд присяжних           | Trial by Jury             | директор                         |
| 1995      | ф | Померти заради          | To Die for                | людина біля озера                |
| 1995      | ф |                         | Blood and Donuts          | кримінальний бос                 |
| 1996      | ф | Сімейка придурків       | The Stupids               | поштовий супервайзер             |
| 1996      | ф | Крайні заходи           | Extreme Measures          | юрист                            |
| 1998      | ф | Остання ніч             | Last Night                | Дункан                           |
| 1999      | ф | Воскресіння             | Resurrection              | Отець Руселл                     |
| 2001      | ф | Джейсон X               | Jason X                   | доктор Алосіус Бартолом'ю Віммер |
| 2003      | с | Шпигунка                | Alias                     | докторе Бреззел (2 епізоди)      |
| 2010      | ф | За версією Барні        | Barney's Version          | камео                            |
| 2017      | с |                         | Alias Grace               | преподобний Верінгер (4 епізоди) |
| 2020—2024 | с | Зоряний шлях: Дискавері | Star Trek: Discovery      | Ковіч (8 епізодів)               |
| 2021      | с | Слешер                  | Slasher                   | Спенсер Галловей (8 епізоди)     |
| 2026      | ф | Гра в хованки 2         | Ready or Not: Here I Come |                                  |

## Нагороди та номінації
Загалом Девід Кроненберг має 56 нагород і 34 номінації, зокрема:
- 2008 — номінація на BAFTA
- 2008 — номінація на Сезар
- 2006 — нагорода Carrosse d'Or Каннського кінофестивалю за внесок у розвиток кіно
- 2006 — номінація на Сезар
- 2005 — номінація на Золоту пальмову гілку Каннського кінофестивалю
- 2002 — номінація на Європейський кіноприз
- 2002 — номінація на Золоту пальмову гілку Каннського кінофестивалю
- 1999 — Срібний ведмідь Берлінського кінофестивалю
- 1996 — номінація на Золоту пальмову гілку та спеціальний приз журі Каннського кінофестивалю
- 1992 — номінація на Золотого ведмедя Берлінського кінофестивалю

1999 року було відкрито зірку Девіда Кроненберга на канадській Алеї слави. 2002 року він став офіцером Ордену Канади. 2004 року журнал Strange Horizons назвав Кроненберга другим найвидатнішим режисером наукової фантастики. Того ж року газета The Guardian назвала його 9-им у списку 40 найкращих режисерів світу. 2007 року Total Film назвав Кроненберга 17-им найзначнішим режисером усіх часів. 2006 року режисер став членом Королівського товариства Канади. 2009 року Кроненберг став кавалером Ордена Почесного легіону.

## Громадська позиція
У липні 2018 підтримав петицію Асоціації французьких кінорежисерів на захист ув'язненого в Росії українського режисера Олега Сенцова.

## Особисте життя
У 1972 році Кроненберг одружився з Маргарет Гіндсон, у них народилася дочка Кассандра. У 1979 році вони розлучилися, причому розлучення супроводжувалося важким судовим розглядом з приводу опіки над їхньою дочкою. Кроненберг одружений другим шлюбом з Керолайн Зейфмен. У пари двоє дітей: дочка Кейтлін і син Брендон, теж режисер. Кроненберг атеїст і не вірить у життя після смерті.